# أندريه رايموند
أندريه رايموند (بالفرنسية: André Raymond)‏ هو مؤرخ فرنسي، ولد في 7 أغسطس 1925، وتوفي في 18 فبراير 2011.